# Samassi
Samassi là một đô thị ở tỉnh Sud Sardegna trong vùng Sardegna của Ý, cách khoảng 35 km về phía tây bắc của Cagliari và khoảng 9 km về phía nam của Sanluri. Tại thời điểm ngày 31 tháng 12 năm 2004, đô thị này có dân số 5.332 người và diện tích là 42,2 km².
Samassi giáp các đô thị: Furtei, Sanluri, Serramanna, Serrenti.